# リオンの海戦
リオンの海戦（英：Battle of Rhium）はペロポネソス戦争において紀元前429年にフォルミオン率いるアテナイ艦隊とペロポネソス連合艦隊との間で戦われた海戦である。

## 背景
紀元前429年夏、アムブラキアとカオニアはアカルナニアをアテナイとの同盟から離反させようとし、そのためにスパルタに重装歩兵1000人を派遣するよう要請した。それらの都市はスパルタに、その計画が成功すればアテナイの同盟者だったザキュントスやケファレニアを屈服させることができ、さらにナウパクトスをも手中に収めることもできるだろうと説いた。スパルタは提督クネモスと重装歩兵1000人を送ることを決め、同盟諸国軍をレウカスに集合させた。そしてクネモスはナウパクトス沖のフォルミオン率いる艦隊に気取られずレウカスに到着した。これらの連合軍を率いて彼はアカルナニアへと向い、その最大の都市ストラトス（en:Stratos, Greece）へと進んだ。
アカルナニア人はフォルミオンに救援を要請したが、彼は（本来はクネモスと共に出発するはずだったが到着が遅れていた）コリントスの艦隊を警戒してナウパクトスを無防備にすることはできないと答えた。ところが、カオニア軍の早まった行動のためにクネモスの軍はアカルナニア人に敗れ、南のオイニアダイまで退却してしまった。一方、遅れて出発したコリントスとペロポネソスの連合艦隊47隻は敵の目をかいくぐろうと夜に出航してパトラスを航行してそこからアカルナニアへ航行しようとしたが、カルキスとエウエノス川近くでフォルミオン率いるアテナイ艦隊20隻と遭遇し、海戦の運びとなった。

## 戦い
数では勝っていたが海戦のための装備をしていなかったペロポネソス艦隊は防御のために船首を外側にした円陣を組み、その中に軽船と5隻の三段櫂船を入れ、どの部分が攻撃されても駆けつけられるようにした。
一方、アテナイ艦隊はその周りを回りながら軽い攻撃を加えるだけにとどめた。このあたりはいつも明け方には湾内から風が吹き出すことを知っていたフォルミオンはその風が吹けば敵は隊列を崩し、ぶつかり合うだろうと予測し、それまでは攻撃をしないよう部下に命じた上で風を待った。状況は彼の予想通りに展開した。風にあおられ、混乱に陥ったペロポネソス艦隊ではその騒ぎによって命令の声が聞こえないほどになった。乗組員が訓練不足だったこともあり、船と船が衝突して身動きが取れなくなったペロポネソス艦隊にアテナイ艦隊は総攻撃を仕掛けた。満足に反撃も出来ないペロポネソス艦隊にできたことは戦場から逃げ去ることだけだった。彼らはパトラス、アカイアのデュメ方面に逃げたが、うち12隻が乗組員もろとも拿捕された。そしてアテナイ軍はリオン（en:Rio, Greece）岬に戦勝塚を立て、拿捕した船をポセイドン神殿に奉納した後、ナウパクトスに帰港した。一方ペロポネソス艦隊はパトラスとデュメからエソスの港キュレネへと向った。

## その後
敗退したペロポネソス艦隊は同地でアカルナニアから戻ってきたクネモスとその艦隊と合流した。結局、スパルタのこの度のアカルナニア攻略作戦は陸海で失敗に終わったものの、スパルタ側は次の海戦を期してティモクラテス、ブラシダス、リュコフロンらを諮問団として送った。彼らはクネモスと共に同盟諸国に艦船を送るよう通達し、77隻の艦船を集めた。一方、フォルミオンはアテナイに状況を報告して増援を送るよう要請し、アテナイは20隻の増援を送ることを決めた。しかし、その増援部隊は先に別件でクレタに行くことを命じられ、次の海戦までにフォルミオンの許にたどり着けなかった。したがって、フォルミオンは続くナウパクトスの海戦では20隻の艦船で4倍近い敵と戦うことになった。

## 註
1. ↑  トゥキュディデス, II. 80
2. ↑  ibid, II. 81-83
3. ↑  ibid, II. 83
4. ↑  ibid, II. 84
5. ↑  ibid, II. 85